# Бады-Сагаан, Борис Филиппович
Борис Филиппович Бады-Сагаан (16 июля 1923 — 31 октября 2007) — советский и российский театральный актёр, народный артист РСФСР (1986).

## Биография
Родился 1 января 1928 году в поселении Артаадыт (с 1929 года Чадан, позже город). Окончил школу №2 в Кызыле, служил в музыкальном взводе кавалерийского полка Тувинской народно-революционной армии. Научился играть на духовом инструменте, гитаре, пианино. Вскоре почти весь состав духового оркестра музыкального взвода в количестве 22 человек перевели в состав музыкально-драматического театра.
С 1947 года был актёром Тувинского национального музыкально-драматического театра, в котором служил до конца жизни. Учился у таких корифеев театра как Николая Олзей-оола, Виктор Кок-оол, Максим Мунзук. Создал на сцене яркие национальные образы.
Умер 31 октября 2007 года.

### Семья
- Брат — Чычан-оол Филиппович Бады-Сагаан, был начальником районного отделения КГБ в Монгун-Тайгинском и Барун-Хемчикском районах, ушёл в отставку в звании подполковника ФСБ[1].
- Жена — Галина Санчаевна Бады-Сагаан[2].
- Сын — Владимир Борисович Бады-Сагаан.

## Награды и премии
- Заслуженный артист Тувинской АССР.
- Заслуженный артист РСФСР (17.04.1978).
- Народный артист РСФСР (24.03.1986).
- Республиканская премия Тувы.

## Работы в театре
- «Ревизор» Н. Гоголя — городничий и почтмейстер Шпекин
- «Игроки» Н. Гоголя — Глов-старший
- «Бедность — не порок» А. Островского — Купец
- «Старик» М. Горького — Мастаков
- «Человек с ружьём» Н. Погодина — Шадрин
- «Аршин мал алан» У. Гаджибекова — Султан-бек
- «Масляный ад» М. Тикамацу — хозяин чайного домика
- «Ромео и Джульетта» Шекспира — Монтекки

## Фильмография
- 1979 — Последняя охота — житель стойбища (в титрах — Б. Быды-Саган)